# Neptunia oleracea
Espèce
Statut de conservation UICN

 LC  : Préoccupation mineure
Neptunia oleracea, ou neptunie potagère, est une espèce de plantes à fleurs dicotylédones de la famille des Fabaceae, sous-famille des Mimosoideae, à répartition pantropicale. 
C'est une plante herbacée aquatique aux tiges rampantes, généralement flottantes, gonflées, glabres, et s'enracinant au niveau des nœuds.
Les jeunes pousses sont consommées comme légume vert en Asie du Sud-Est.

## Description
Cette plante aquatique pérenne, inerme et peu ramifiée, flotte grâce à l'aérenchyme présent dans les entre-nœuds, qui facilite également le transport de l'oxygène dans toutes les parties de la plante. Ses tiges mesurent jusqu'à 1,5 m de long et sont de nature prostrées. Ses racines sont fibreuses. Les feuilles sont alternes et bipennées. Elles mesurent environ 6 cm de long et sont vert foncé. Les inflorescences forment des épis solitaires axillaires, portés par un pédoncule allant de 6 à 18 cm de longueur, qui s'allongent ensuite pour former un fruit. Elles sont également constituées de fleurs minuscules au pétale verdâtre. Le fruit est une gousse oblongue et aplatie, à l'apex pointu, qui mesure de 2 à 3 cm de long sur 1 cm de large. Elle contient 4 à 9 graines obovoïdes de couleur marron.

## Distribution et habitat
Neptunia oleracea est une espèce originaire d'Amérique latine. On la retrouve aussi en Asie, en Afrique et en Océanie.
On la retrouve dans les eaux stagnantes et les fleuves au cours lent, à moins de 300 mètres d'altitude. Elle est surtout présente en région tropicale, en Amérique dont en Équateur, au Mexique, au Brésil, à Cuba, en Asie dont le Cambodge, l'Inde, l'Indonésie et le Vietnam, en Océanie dont l'Australie, où elle a été introduite et enfin en Afrique dont l'Afrique du Sud, Madagascar, le Malawi, le Mozambique, la Zambie, ou encore le Cameroun.

## Propriétés
Neptunia oleracea est une plante envahissante qui restreint le flux d'eau et augmente la perte d'eau par évapotranspiration. Elle réduit également la qualité de l'eau car elle empêche la pénétration de la lumière et réduit l'oxygénation de l'eau. L'environnement ainsi créé est favorable aux moustiques et diminue de manière significative la pêche puisque les plantes aquatiques et les poissons meurent.

## Utilisation

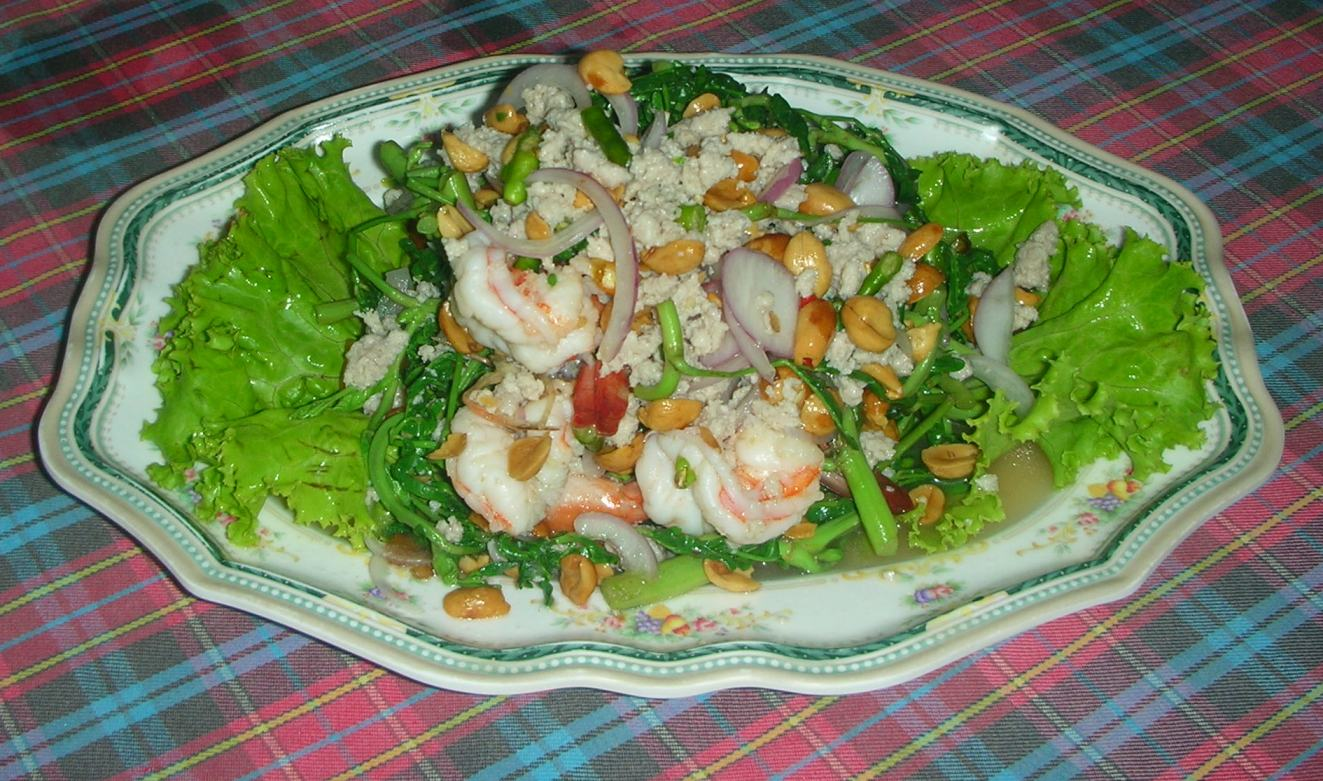
Salade de neptunie potagère (cuisine thaïe).

- Alimentation : les jeunes pousses, les feuilles et les jeunes gousses sont utilisées comme légumes dans la cuisine thaï et sont consommées cuites.
- Médecine traditionnelle : en Malaisie, la racine est utilisée pour soigner la nécrose des os du nez et du palais osseux mais aussi en cas de syphilis. Le jus contenu dans la tige est recommandé en cas d'otite, et est directement versé dans l'oreille.
- Médecine : Neptunia oleracea contiendrait une haute teneur en calcium, ce qui pourrait en faire un complément alimentaire de valeur. En outre, les feuilles pourraient se révéler hépatoprotectrices.

## Taxinomie
L'espèce Neptunia oleracea a été décrite en premier par le botaniste portugais João de Loureiro et publiée en 1790 dans Flora cochinchinensis 2: 654. 1790. 

### Synonymes
Selon The Plant List (27 décembre 2018) :
- Acacia lacustris (Willd.) Desf.
- Desmanthus lacustris Willd.
- Desmanthus natans Willd.
- Desmanthus stolonifer DC.
- Mimosa aquatica Pers.
- Mimosa lacustris Kunth
- Mimosa natans L.f.
- Mimosa prostrata Lam.
- Neptunia natans (L.f.) Druce
- Neptunia prostrata (Lam.)
- Neptunia stolonifera Guill.